# Taeromys
Taeromys ist eine Nagetiergattung aus der Gruppe der Altweltmäuse (Murinae). Die Gattung umfasst sieben Arten.
Es sind rattenähnliche Tiere. Sie erreichen eine Kopfrumpflänge von 19 bis 25 Zentimetern, der Schwanz misst 16 bis 30 Zentimeter. Das Fell ist an der Oberseite braun oder graubraun gefärbt, die Unterseite ist hellgrau. Der Schwanz ist meist im vorderen Teil dunkel und wird zur Spitze hin heller. Die Hinterbeine sind lang und schlank, der Schädel ist zierlich gebaut.
Diese Nagetiere sind auf der indonesischen Insel Sulawesi endemisch. Ihr Lebensraum sind Wälder, sowohl tiefer gelegene als auch Bergwälder. Die meisten Arten sind Bodenbewohner, ihre Nahrung besteht aus Früchten, Blättern und Insekten. Ansonsten ist über ihre Lebensweise kaum etwas bekannt.
Die sieben Arten sind:
- Salokko-Sulawesi-Ratte (Taeromys arcuatus) in Südost-Sulawesi,
- Schönhaar-Sulawesi-Ratte (Taeromys callitrichus) in Nord- und Mittelsulawesi,
- Eigentliche Sulawesi-Ratte (Taeromys celebensis) in Tiefländern in nahezu ganz Sulawesi,
- Berg-Sulawesi-Ratte (Taeromys hamatus) in Bergländern in Mittelsulawesi
- Kleinohr-Sulawesi-Ratte (Taeromys microbullatus) in Südost-Sulawesi,
- Rötliche Sulawesi-Ratte (Taeromys punicans) im Flachland in Mittel- und Südwest-Sulawesi und
- Tondano-Sulawesi-Ratte (Taeromys taerae) in Bergregionen in Nordost-Sulawesi.

Auch über den Gefährdungsgrad weiß man wenig. Die IUCN listet alle Arten mit Ausnahme der ungefährdeten T. celebensis unter „zu wenig Daten vorhanden“ (data deficient).
Systematisch wird die Gattung in die Rattus-Gruppe eingeordnet, ist also nahe mit den Ratten verwandt.